# Sabrina Maree
Sabrina Maree, de son vrai nom Sabrina Griswold, est une mannequine et actrice américaine, née le 29 mars 1987 à Sacramento (Californie), travaillant essentiellement dans l'érotisme et la pornographie.

## Biographie
Sabrina Griswold grandit à Wilton, une petite ville du nord de la Californie, dans le comté de Sacramento. Après des études secondaires dans un lycée privé réservé aux jeunes filles, elle poursuit des études en psychologie à l'Université de Californie à Los Angeles. Elle pratique l'équitation, aime les sorties entre amis, en soirées ou à la plage et adore les animaux. Elle dit surtout aimer le sexe et avoir des relations avec des garçons depuis l'âge de quatorze ans. Elle avoue aussi beaucoup aimer s'exhiber, et ce en dépit de sa timidité.
Elle commence donc, en parallèle à ses études, à travailler dans le mannequinat et à partir de 2010 elle pose pour des magazines et des sites de charme. On la retrouve notamment sur New Sensations, Digital Sin ou Zero Tolerance. Sa beauté et ses mensurations « naturelles » sont vite remarquées et, en décembre 2010, elle est à la fois Penthouse Pet of the Month et Twisty's Treat of the Month. En moins d'un an, elle accède au rang de star et lance son site web. Elle travaille aussi pour Playboy, pour Hustler et tourne dans des vidéos softcore et hardcore. Si on ne la voit que dans des solos ou des scènes lesbiennes, elle déclare que tourner avec des hommes est pour elle un fantasme qu'elle ne s'interdit pas de réaliser un jour. En novembre 2011, elle rejoint l'agence OC Modeling.
Intéressée par une carrière en-dehors de la pornographie, Sabrina Maree apparaît dans des clips musicaux ainsi que dans des épisodes des séries télévisées Chuck et The Mentalist.

## Récompenses et nominations
- Décembre 2010 :
  - Penthouse Pet of the Month,
  - Twisty's Treat of the Month ;
- août 2012 : Danni girl.

## Filmographie

### Cinéma
- 2013 : Misirlou, de Trevor Simms : la fille du rêve.

### Télévision
- 2013 : The Naughty Show, Doug Loves Porn Stars : elle-même.

### Vidéos
Vidéos musicales
- 2011 : Hangover, de Taio Cruz ;
- 2012 : 
  - Entrance Song, de The Black Angels ;
  - Casual Sex, de My Darkest Days.

Vidéos érotiques ou pornographiques
- 2010 : 
  - This Ain't The Bachelor XX, de  Stuart Canterbury (scène lesbienne avec Melissa Jacobs) ;
  - The Beautiful Solo, de  Mario Rossi (solo) ;
  - Kittens & Cougars 3, de  Quasarman (scène lesbienne avec Puma Swede) ;
  - Finger Lickin' Girlfriends, de  Francesca Le (scène lesbienne avec Kylie Ireland) ;
  - I Love Big Toys 29, de  Mario Rossi (solo) ;
  - Tightly Wrapped Packages (vidéo softcore) ;
  - Look at My Naked Captive (vidéo softcore) ;
  - Seduced by a Real Lesbian 8, de  Chucky Sleaze (scène lesbienne avec Heather Summers) ;
  - Glamour Solos, de Tammy Sands (solo) ;
  - I Love Big Toys 31, de  Mario Rossi (solo, images d'archives).
- 2011 : 
  - iLove Girls, de James Avalon (scène lesbienne avec Vanessa Cage) ;
  - Tongues Slip Down Smooth Soles (vidéo softcore) ;
  - Struggling Will Only Make the Ropes Tighter (vidéo softcore) ;
  - Topless Girls - Naked Feet (vidéo softcore) ;
  - Next Door and Alone (solo) ;
  - Lust Bite (scène lesbienne avec Presley Maddox) ;
  - We Live Together.com 20 (scènes lesbiennes avec Karlie Montana et Sammie Rhodes, Kiara Diane) ;
  - Molly's Life 12 (scène lesbienne avec Molly Cavalli).
- 2012 : 
  - Kitty Klub, de Jonathan Morgan (scène lesbienne avec Nadia Noir) ;
  - My Roommate's a Lesbian 3, de Mike Quasar (scène lesbienne avec Jana Jordan) ;
  - Big Titty Lesbians, de Chucky Sleaze (scène lesbienne avec Heather Summers) ;
  - I Kiss Girls 1, de Tammy Sands (scène lesbienne avec Emily Addison).
- 2013 : 
  - This Ain't Terminator XX, d'Axel Braun : Flame (rôle soft) ;
  - My First Lesbian Experience 3, de  Stuart Canterbury (scène lesbienne avec Misty Anderson).
- 2014 : Hot Cherry Pies 7.
- 2016 : Imperfect Angels 13.

## Photographies

### Magazines
- Swank (en), août 2010 (couverture).
- Penthouse, décembre 2010, 11 pages (page centrale).
- Hustler, avril 2012 (couverture et page centrale).
- Mayfair (en) (couverture et page centrale) no 13.
- Penthouse (Australie), juillet 2012.